# Convent del Remei
El Convent del Remei fou un establiment franciscà a la ciutat episcopal de Vic. Avui dia conforma una seu parroquial. No s'ha de confondre amb el temple al carrer de l'Hospital fundat a finals del segle xviii per al Tercer Orde de Sant Francesc.

## Història
Temple d'advocació mariana fou construït en el seu moment en una planúria a prop del curs del Mèder al sud i als afores de la ciutat de Vic. S'atribueix la seva fundació al mateix patriarca d'Assís, l'any 1225 la primera casa de l'orde a la ciutat. Tanmateix consta una comunitat franciscana l'any 1240 i que el convent s'acabà pels volts del 1280. Hi habitaren els franciscans fins al 1571 o 1574 data en què es traslladaren al col·legi de Sant Tomàs passant el convent a albergar als dominics. El 1623 demanà aquest col·legi al capítol de Vic, llicència per a instal·lar la seva infermeria a la capella del remei, concedint-los-hi i anà creixent el convent fins que a mitjans del segle xviii, s'hi bastí un nou edifici de l'església amb data a la llinda de la porta de 1748. Abans de l'exclaustració de 1835 la biblioteca d'aquest convent devia qualificar-se de bona formada per les restes anteriors al 1835. Els darrers membres franciscans abandonaren la parròquia l'any 2012, essent acomiadats el 28 d'octubre en un acte presidit pel bisbe Romà Casanova.

## Arquitectura
Barraquer visità aquesta casa el 15 de desembre de 1894 de la que en resulta una extensa descripció arquitectònica.
El temple constitueix el costat nord del gran quadrilàter que l'edifici conventual descriu al voltant del claustre. Aquest és perfectament quadrat, i el seu costat amida en la seva totalitat 35,70 metres. Típic claustre que segueix els patrons de l'orde franciscà, excepte que no llueix un enrajolat sinó que és cobert de vegetació. Té vuit grans arcs per costat. L'edifici compta només amb un pis superior, travessat pel seu eix, les tres ales que no són temple, per un corredor, dotat de cel·les a ambdós costats. Les voltes de les galeries del claustre, dels corredors, refectori, deprofundis, etc. segueixen el pla del seu temps, o sigui compartiments separats per arcs transversals amb una lluneta a cada costat. Totes les peces resulten folgades i engalanades. Al sud i oest de l'edifici s'estén l'hort ampli.
El temple era espaiós. Tres arcs de mig punt, els dos laterals arcs cecs, que donen pas a l'atri interior que precedeix al temple. Sobre l'arc central de la façana hi havia l'escut de l'orde franciscà, és a dir els dos braços creuats. sobre aquest un nínxol amb l'escultura d'un sant i sobre aquesta una rosassa sense calats, la circumferència del qual està resseguida per petits arcs entrants i sortints. Sobre la rosassa hi havia una finestra rodona que airejava les golfes. El coronament de la façana segueix la típica línia del barroc format per tres corbes, la central convexa i les dues laterals còncaves. Als laterals els típics adorns que remataven amb sengles boles suportades cadascuna per una piràmide. el mur era de maçoneria revocada.
L'ample atri compren el lloc de dues capelles i sobre aquest s'hi assenta el cor proveït de gelosies sobre la barana i una fila de cadires amb respatllers. És al cor on hi havia l'orgue al costat de l'Evangeli i sobre la capella de l'atri.
El temple sense l'atri amida una longitud sense comptar l'atri vint-i-cinc metres, una amplària de 8,15 i comptant la profunditat de les capelles de cada costat 4,50, donen a tot el cos un amplada total de 17,15 metres. L'església fou beneïda el 1753. El temple pròpiament dit consta d'una sola nau sense creuer, però amb quatre capelles a cada costat unides per un folgat pas. Al costat de la capella del presbiteri, s'hi obre la capella del Santíssim. Per sobre de les capelles corria el trifori o tribunes proveïdes de baranes i gelosies amb cresteries barroques. Als pilars que separen unes capelles de les altres pugen del terra de la nau antes toscanes que passen per entre les capelles i les tribunes i mitjançant dos capitells a cadascuna arriben a la cornisa que recorre tot el temple. També els arcs que donen entrada a les capelles reposen a cadascun dels seus extrems, per una anta que mira a l'interior de la capella; i reposen al seu torn per antes amb cornisa els arcs del passadís d'unes capelles amb altres. A més tots els arcs tant d'ingrés a les capelles com els del passadís que les comunica, com els trifori, ostenten guardapols o arquivoltes. La volta està tallada per arcs transversals en set compartiments, corresponents un al presbiteri, quatre a les capelles i dos al cor. Els compartiments, d'estil purament barroc s'assimilen als arcs ogivals, doncs guarden les seves formes d'aresta creuada amb una motllura que a guisa de nervis, segueix les arestes i un floró on les ogivals estilen la clau de volta. Les voltes de les capelles són d'aresta creuada també com els nervis de motllura.
Darrere el retaule major hi ha una folgada sagristia, amb una longitud equiparable al de l'amplada de la nau hi ha una senzilla i severa calaixera on s'hi guarden la indumentària.

## Retaule
El retaule major, de la mateixa època del temple, és grandiós i d'un barroquisme exagerat en criteri de Barraquer. En l'ordre baix consta de les grades i el sagrari de l'exposició, ficat dins del retaule. La porta d'aquest descriu la forma oval. Als costats s'estenen els basaments de l'ordre superior col·locats en distints plans verticals i atestats d'escultures. Al centre del primer ordre alt s'obre el gran nínxol ocupat per la imatge titular del temple, i a cada costat hi ha dues grans columnes d'estil compost, plenes de relleus. Davant l'intercolumni del costat de l'Epístola descansa sobre una mènsula Sant Francesc d'Assís representat per una estàtua major del natural; i davant del costat de l'Evangeli, Sant Domènec de Guzmán d'iguals condicions que el seu col·lateral. Sobre de les columnes discorre una accentuada cornisa, col·locada com els basaments, en distints plans verticals o sigui formant angles entrants i sortints. El segon ordre alt és constituït per un frontó corbat que acaba el retaule; el qual en el centre hi ha l'anagrama de Maria i als costats, sobre la corba, dos grans àngels. Sobre la cúspide del frontó s'assenta com a últim remat la Santíssima Trinitat, en figures més grans que el natural. Les escultures i adorns brotaven en aquest retaule per tots costats, amb daurats profusos. És obra d'un frare i data del 1800.
La Verge del Remei, és una escultura de fusta amb vestits de talla, d'un pam de llargada; però per sobre era adornada amb vestits de riques teles molt més llargs que la figura. El rostre és d'època renaixentista. uia el Nen al seu braç esquerre.
Els retaules laterals del costat de l'Epístola alberguen diversos sants: El primer contigu al pòrtic representa a Sant Benet de Palerm, apareixent-se la Verge, el segon a Sant Bonaventura; el tercer a sant Antoni de Pàdua; el quart a la Immaculada; i el de la testera de la nau tenia el 1835 un crucifix. els quatre retaules laterals foren traçats seguint el gust barroc del major, i estan envernissats i daurats. Les imatges, també d'escultura, no arriben a la grandària natural.
El primer del costat de l'Evangeli o sigui el contigu al pòrtic, presenta al Beat Salvador d'Horta en una estàtua menor del natural i és barroc de columnes salomòniques, daurat. El segon a Sant Pedro Regalado, en estàtua també menor del natural. Igualment segueix el gust barroc bé que no de columnes salomòniques i està pintat i daurat. El tercer ofereix la veneració de Santa Reina Margarida en una estàtua una mica menor del natural. I el quart a Sant Francesc d'Assís, representat per una estàtua menor al natural. El retaule encara que barroc no pertany a l'època de les columnes salomòniques. El púlpit mostra igualment línies igualment barroques.